# KDE Display Manager

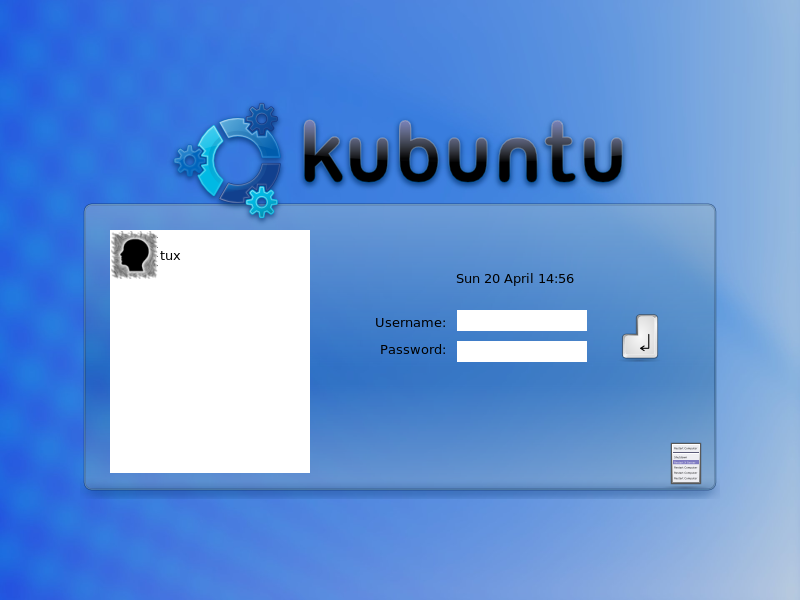
KDM no Kubuntu

KDE Display Manager (ou KDM) é o gerenciador de display do KDE.